# Barbara Petzold
Barbara Petzold (Oberwiesenthal, RDA, 8 d'agost de 1955) és una esquiadora de fons alemanya, ja retirada.
Va participar en els Jocs Olímpics d'Hivern de 1976 realitzats a Innsbruck (Àustria), on aconseguí guanyar la medalla de bronze amb els relleus 4x5 km. juntament amb l'equip de l'Alemanya democràtica. Així mateix, en aquells Jocs, finalitzà onzena en la prova de 5 km i setena en la prova de 10 quilòmetres. En els Jocs Olímpics d'Hivern de 1980 realitzats a Lake Placid (Estats Units) va aconseguir guanyar dues medalles d'or en les proves de relleus 4x5 km i 10 quilòmetres, finalitzant en la quarta posició en la prova de 5 quilòmetres.
Al llarg de la seva carrera aconseguí en els Campionats del Món d'esquí nòrdic quatre medalles, tres medalles de plata i una medalla de bronze.